# Gonzalo Jiménez
Gonzalo Jiménez Corral (Barcellona, 30 giugno 1902 – Barcellona, 27 agosto 1992) è stato un pallanuotista spagnolo.
Ha fatto parte della Spagna che ha partecipato al torneo di pallanuoto ai Giochi di Amsterdam 1928, assieme al fratello Rafael.